# Giuseppe Verdi
Giuseppe Fortunino Francesco Verdi (Le Roncole, 10 oktober 1813 – Milaan, 27 januari 1901) was organist, pianist, dirigent maar bovenal componist. Verdi was een van de grootste componisten van Italiaanse opera's, waarvan hij er in totaal zesentwintig schreef. Zijn opera's waren tijdens zijn leven zeer geliefd en zijn dat nog steeds.

## Naam
Verdi werd eigenlijk alleen in zijn jeugd nog aangesproken met 'Giuseppe'. Al snel werd hij door zijn omgeving 'Verdi' genoemd, ook door zijn naasten. Toen zijn enorme muzikaliteit begon te blijken, kwam hier het respectvolle 'Maestro' bij. Alleen zijn vader is hem zijn hele leven Giuseppe blijven noemen. 'Fortunino' komt van het Italiaanse woord 'fortunato' (fortuinlijk) omdat zijn ouders - na acht jaar huwelijk - blij verrast waren met de komst van hun eerste kind. Verdi is ook bekend als "de zwaan uit Busseto", waarschijnlijk door de houding die hij aannam tijdens het dirigeren.

## Biografie

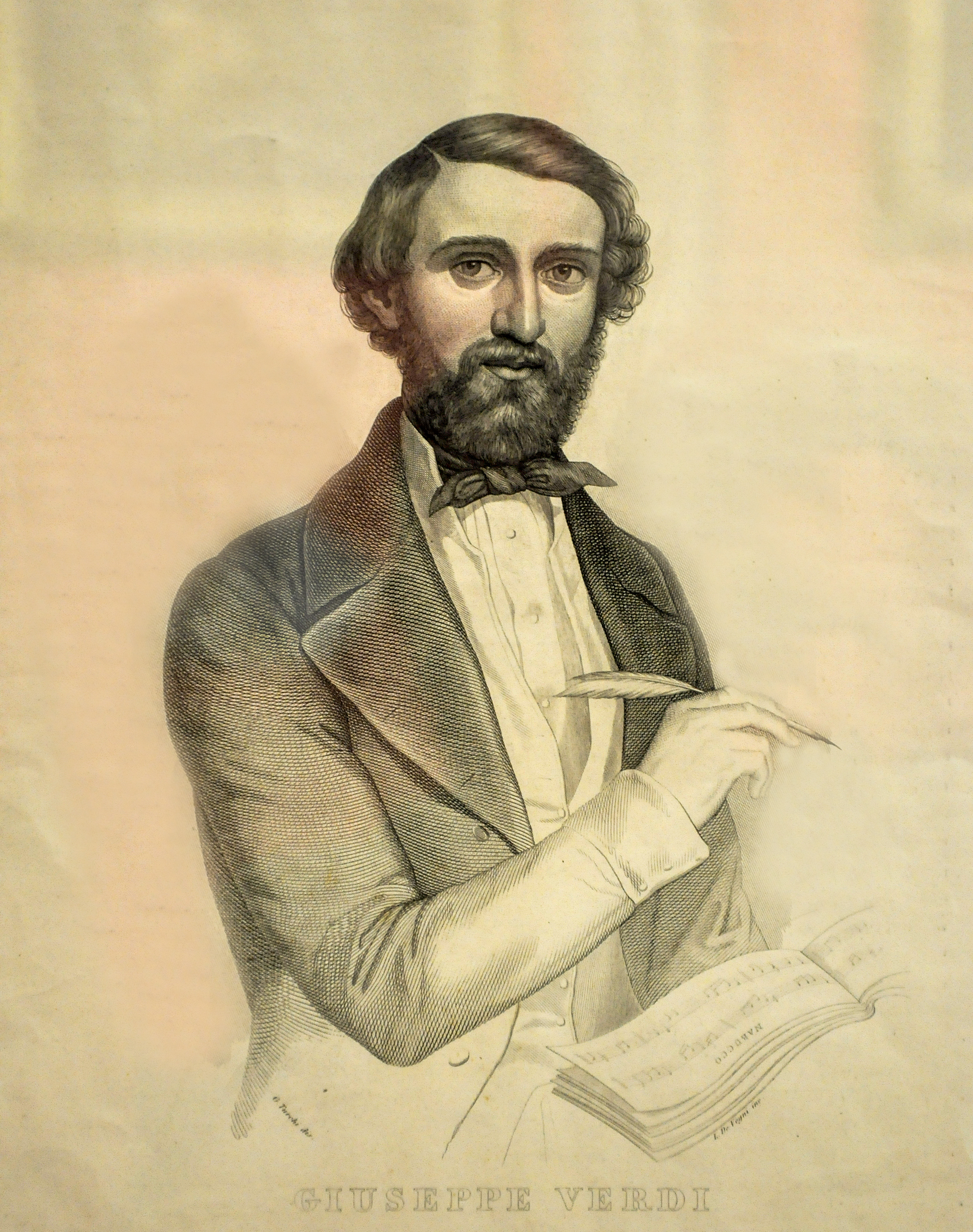
Verdi in 1840

Verdi werd geboren in Le Roncole (in het dorp staat een groot bord met daarop een foto van Verdi met de quote: 'Ik ben en blijf altijd een boer uit Le Roncole`), in het hertogdom Parma, toentertijd bezet door Napoleon. Zijn vader, Carlo Verdi, was herbergier en zijn moeder, Luisa Uttini, zijdespinster. Op tienjarige leeftijd kreeg de jonge Verdi een officiële aanstelling als organist van de kerk in Le Roncole. In 1824 verhuisde hij naar Busseto. Hij begon daar in eerste instantie aan een opleiding tot priester op een middelbare school onder leiding van jezuïeten, maar toen al spoedig duidelijk werd dat muziek zijn ware roeping was, begon hij onder maestro Ferdinando Provesi muziek te studeren. In Busseto woonde een welvarende winkelier met een grote passie voor muziek: zijn naam was Antonio Barezzi. Barezzi ontfermde zich zowel emotioneel als financieel over de jonge Verdi. Hij werd als een vader voor hem, en zou zijn hele leven een goede vriend en begunstiger blijven. Daarbij werd hij ook werkelijk familie van Verdi, omdat deze in 1836 met zijn dochter Margherita trouwde.
Op zijn 15e was hij de beste pianist van de provincie. Tussen zijn 13e en 18e jaar schreef Verdi honderden marsen en symfonieën voor kerken en academies en vijf of zes concerten met pianovariaties. Verder studeerde Verdi in die periode erg hard. Niet alleen op de muziek, maar hij bracht ook uren in de bibliotheek door en las daar alles wat hij tegenkwam: Alfieri, Manzoni, Shakespeare, maar vooral de Bijbel.
Op bijna achttienjarige leeftijd vertrok Verdi naar Milaan, om te gaan studeren aan het plaatselijke conservatorium, dat later zijn naam zou dragen Conservatorio "Giuseppe Verdi" (Milaan). Maar hij werd niet toegelaten. De toelatingscommissie keurde zijn speeltechniek af, en was bang dat hij het vanwege zijn leeftijd ook niet meer zou kunnen afleren, daarnaast had ze ook een duidelijke voorkeur voor kandidaten uit Milaan zelf. Verdi nam privélessen in compositie en contrapunt bij de beste muziekleraar van Milaan Vincenzo Lavigna, met uitstekende resultaten en deed daarnaast inspiratie op tijdens de vele operavoorstellingen in La Scala van onder anderen Rossini, Bellini en Donizetti.
Op twintigjarige leeftijd werd Verdi door zijn vader weer teruggehaald naar Busseto. Er was een functie vrijgekomen als hoofd van het orkest van de kerk en als hoofd van het koor. Zijn vader, maar ook de meeste andere mensen uit Busseto, zagen Verdi als de perfecte kandidaat, doch de geestelijke leider van de kerk had iemand anders op het oog. Dit leidde tot dusdanige ernstige en langdurige conflicten in Busseto, incluis knokpartijen en rechtszaken, dat uiteindelijk de Minister van Binnenlandse Zaken van Parma zich ermee moest bemoeien. Deze verbood voor onbepaalde tijd alle orkesten in de kerk.

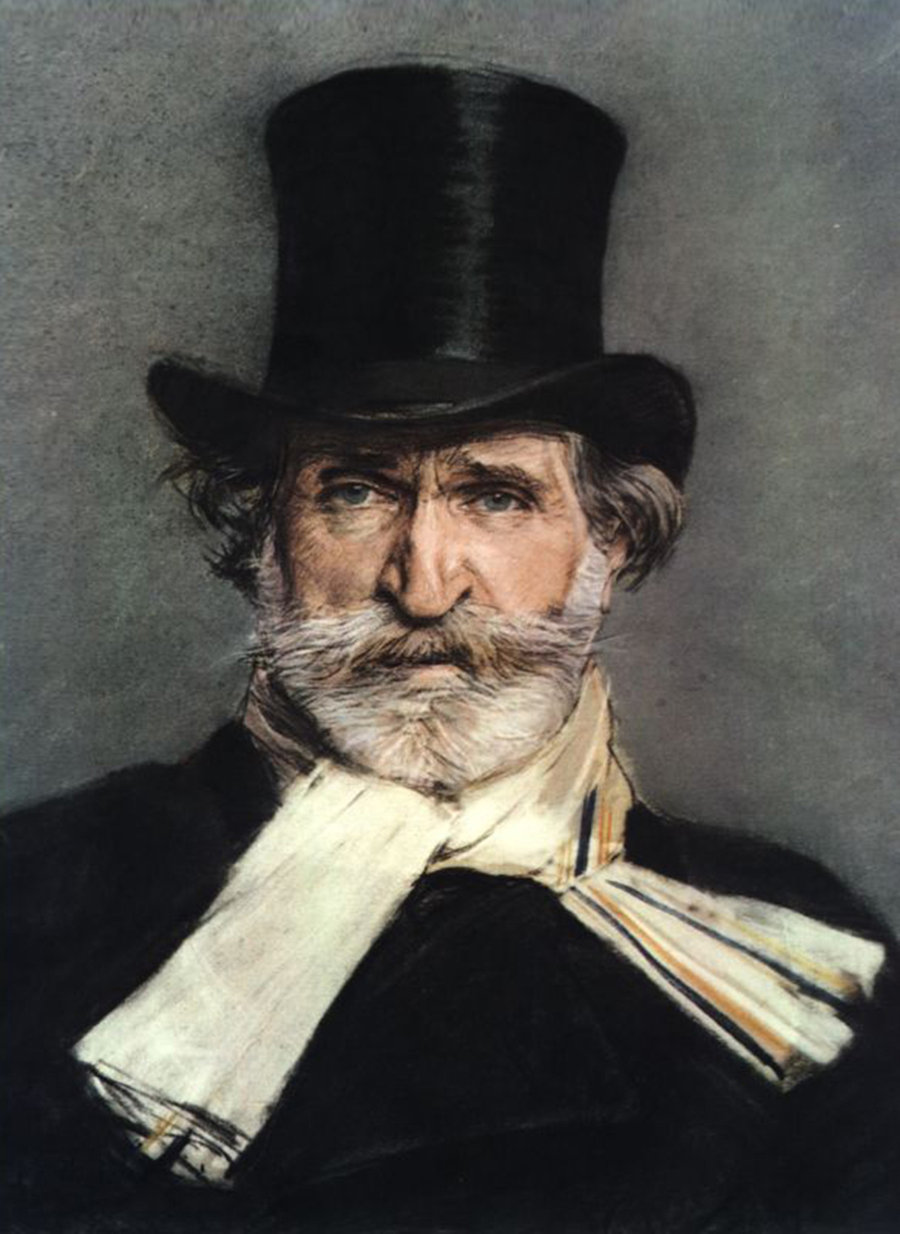
Portret van Verdi uit 1886 door Giovanni Boldini

Verdi keerde terug naar Milaan en voltooide zijn studie. Hij wist dat hij terug moest naar Busseto, maar hij wist ook dat zijn toekomst in Milaan lag. Pas toen hij de opdracht voor de opera Rochester voor het theater La Scala in zijn zak had, keerde hij met een gerust hart terug. Ondanks het verbod op orkesten in de kerk waren de ruzies tussen de 'Verdaiani' en de 'Ferrariani' (naar Ferrari, de naam van de andere kandidaat) nog niet geëindigd, en Verdi's terugkeer deed het vuur alleen maar hoger oplaaien. Om de rust te doen wederkeren solliciteerde Verdi voor een post als organist in Monza, dicht bij Milaan, maar uiteindelijk is hij voor Barezzi toch in Busseto gebleven. De storm luwde en er werd een wedstrijd georganiseerd voor de betwiste post; deze werd gewonnen door Verdi. Toen hij in 1836 met Margherita Barezzi trouwde, was dat als muziekmeester van Busseto. Uit dit huwelijk werden twee kinderen geboren, die beiden op zeer jonge leeftijd zouden overlijden.
Vlak na het overlijden van zijn dochtertje in 1838 trok Verdi met zijn vrouw en hun zoontje naar Milaan. Dit omdat voor iemand met het talent van Verdi Busseto onvoldoende te bieden had, of zoals Verdi het zelf omschreef in een brief aan een vriend: 'Deze stad onderdrukt de jeugdige beloften tot ze wegkwijnen.' Kort daarna overleed ook zijn zoontje. Op 17 november 1839 werd de eerst opera van Verdi opgevoerd in La Scala: Rochester, ondertussen omgedoopt tot Oberto, Conte di San Bonifacio. Het werd redelijk succesvol ontvangen (14 opvoeringen) en de muziekuitgever Giovanni Ricordi, kocht de rechten van de opera en gaf hem uit. Verdi kreeg de opdracht tot het schrijven van een komische opera, Un giorno di regno. In de periode dat hij aan deze opera werkte (1840), overleed zijn vrouw.
Un giorno di regno werd een fiasco, en Verdi besloot om nooit meer één noot te schrijven. Hij huurde een goedkope kamer in het oude deel van Milaan. Maanden later haalde de grote impresario van La Scala, Bartolomeo Merelli, Verdi toch over tot het schrijven van Nabucco. Het verhaal gaat dat Verdi het libretto eerst nog in drift van zich af wierp, maar toen het per ongeluk openviel op de pagina van het beroemde slavenkoor uit de opera, kon hij niet meer loskomen van de tekst 'Va Pensiero sull' ali dorate', 'Vlieg gedachten, op gouden vleugels'.
De uitvoering van Nabucco in 1842 in La Scala werd een enorm succes en vestigde de naam van Verdi voorgoed tussen die van andere grote componisten. Een vooraanstaande zangeres uit die tijd, de sopraan Giuseppina Strepponi, vertolkte de rol van Abigail. De zangeres zou Verdi's levensgezellin worden, maar pas lang na de dood van zijn eerste vrouw trouwde hij met haar.
I Lombardi (Milaan, 11 februari 1843) werd eveneens een succes, gedeeltelijk vanwege de politieke situatie (zie onder), net als later Ernani, in het Teatro La Fenice in Venetië. Het jaar daarop bevestigden Giovanna d'Arco en La forza del destino zijn roem, maar omdat hij de uitvoering in het Scala ondermaats vond, vroeg hij Ricordi om dit werk niet meer daar uit te laten voeren.
De premières van Attila, Alzira en Macbeth werden in andere Italiaanse steden gehouden. I masnadieri werd voor het eerst uitgevoerd in Londen.
Terwijl Milaan verloren en vervolgens heroverd werd door de Oostenrijkers schreef Verdi Il corsaro, La battaglia di Legnano, en Luisa Miller, en begon hij aan het nimmer voltooide Manon Lescaut. Na de polemieken voor zijn Stiffelio triomfeerde hij in 1851 in Venetië met Rigoletto (naar Victor Hugo) en in 1853 in Rome met Il trovatore. De eerste soirées van La traviata daarentegen werden een fiasco.
Andere beroemde opera's volgden in deze periode, te weten Les vêpres siciliennes (Parijs), Aroldo (een herziening van Stiffelio), Simon Boccanegra (in het Teatro La Fenice), en het gecensureerde Un ballo in maschera.
Verdi was daarna betrokken bij de Italiaanse eenwording en werkte aan kleine herzieningen van eerdere werken tot 1866, het jaar waarin Don Carlos (naar Schiller) voor het eerst te zien was in Parijs. Ter gelegenheid van de wereldtentoonstelling van 1862 in Londen schreef hij de cantate Inno delle nazioni.
In 1872 werd Aida voor het eerst uitgevoerd in het Scala, met groot succes. Oorspronkelijk werd gedacht dat de opera werd geschreven door Verdi ter gelegenheid van de opening van een nieuw operagebouw in Caïro of voor de opening van het Suezkanaal. Dit is echter niet waar: Verdi schreef Aida voor de Egyptische kedive (onderkoning van Egypte) op bestelling. Bij deze bestelling werd het onderwerp van de opera vastgelegd en had deze als doel een werk te worden dat de Egyptenaren als nationale opera konden aannemen.
Rond deze tijd ontstonden er problemen in Verdi's relatie met de Ricordi's, die verdacht werden van vergaande financiële onregelmatigheden.
Niettemin was het een suggestie van Giulio Ricordi die leidde tot het in 1887 uitgebrachte Otello, dat beschouwd wordt als de volmaakte Italiaanse tragische opera. Na meer herzieningen van eerder werk, vaak in samenwerking met de componist en librettist Arrigo Boito, volgde Falstaff.
Verdi's werk bevat vaak nauwelijks verholen steunbetuigingen aan het Italiaanse nationalisme. Van het "Koor van de Joodse slaven" (= "het Slavenkoor") uit zijn opera Nabucco bijvoorbeeld, ook bekend als Va, Pensiero werd en wordt dikwijls beweerd dat het een goed Italiaans volkslied zou zijn.

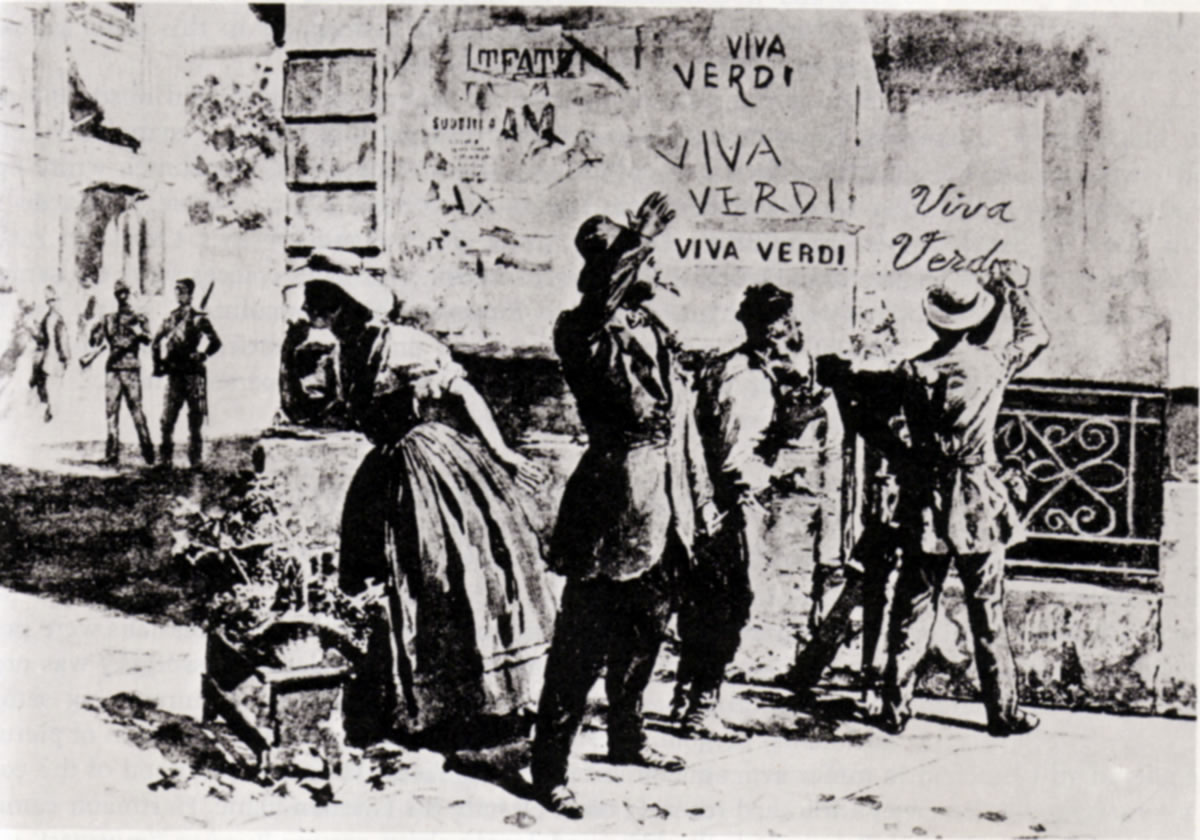
Politieke tekening uit 1859 die illustreert dat de naam Verdi als acroniem of symbool werd gebruikt voor Vittorio Emanuele Re D'Italia

De naam Verdi werd gebruikt als een acroniem van Vittorio Emanuele Re D'Italia (= Victor Emanuel, koning van Italië), zo viel iemand op tijdens de Oostenrijkse bezetting van Milaan, dat overwoog Victor Emanuel II te steunen in zijn pogingen tot hereniging van Italië en dat later ook deed.
Partizanen begonnen een campagne om ervoor te zorgen dat deze koning van Sardinië Milaan kon heroveren, een campagne die vanwege de strikte Oostenrijkse censuur bekendstond als "Viva V.E.R.D.I." ("Leve V.E.R.D.I."). De componist was zich bewust van dit gebruik van zijn naam en wordt verondersteld dit te hebben goedgekeurd.
Ook zijn werk I Lombardi verwijst naar politieke gebeurtenissen.
Na de voltooiing van zijn "Casa di Riposo" ("rusthuis"), een rusthuis voor onbemiddelde kunstenaars, overleed hij in 1901 op 88-jarige leeftijd in Milaan aan een beroerte.
Zijn begrafenis kende een enorme opkomst: Het Slavenkoor 'Va, Pensiero' werd door tienduizenden mensen gezongen in de straten tijdens zijn begrafenis. Ongeveer een kwart miljoen rouwenden betuigden hun respect aan Verdi, een van de belangrijkste vertegenwoordigers van de Italiaanse muziek.
Behalve opera's heeft Verdi ook tamelijk veel religieuze werken gecomponeerd. Genoemd moeten worden het Requiem (1874), gecomponeerd bij het overlijden van de dichter Alessandro Manzoni, en de Quattro Pezzi Sacri.

## Musea
- Busseto, Museo Nazionale Giuseppe Verdi
- Villanova sull'Arda, Villa Verdi
- Milaan, Museum van de opera "Scala"